# Kröning

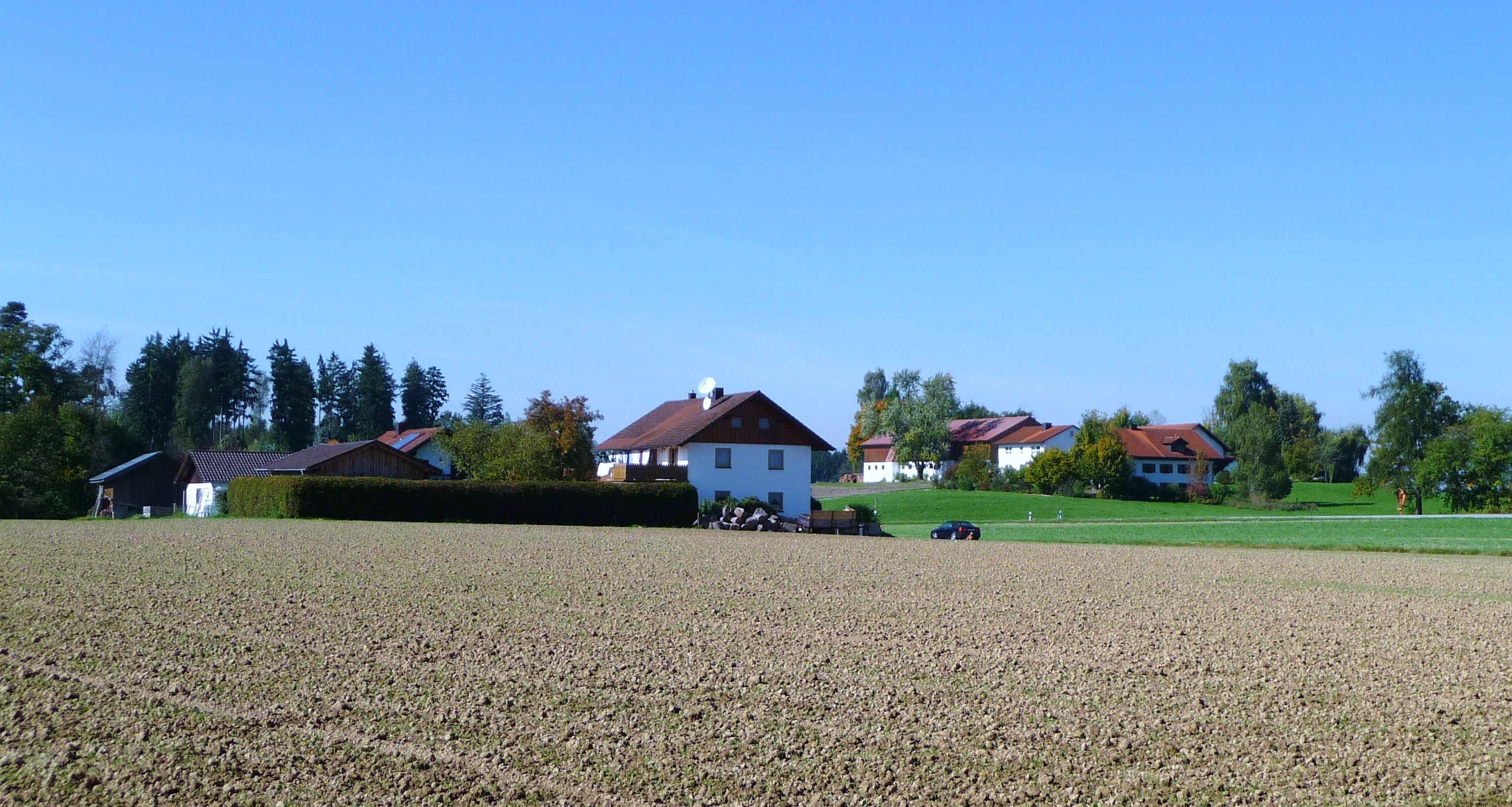
Blick auf Kröning

Kröning ist eine Gemeinde im niederbayerischen Landkreis Landshut.

## Geografie

### Geographische Lage
Die Gemeinde liegt im niederbayerischen Hügelland zwischen Vils- und Isartal. Städte in der Umgebung sind Landshut (16 km), Dingolfing (15 km) und Vilsbiburg (9 km).
Im Norden führt die von Landshut kommende Staatsstraße 2045 weiter nach Osten, im Süden erstreckt sich parallel dazu die Staatsstraße 2054. 12 km nordwestlich verläuft die Autobahn A 92.

### Gemeindegliederung
Es gibt 81 Gemeindeteile:
- Abes
- Angersdorf
- Asbach
- Bödldorf
- Brandlberg
- Buttenbach
- Dietelskirchen
- Dietrichstetten
- Eck
- Edengoben
- Eggenöd
- Eppenöd
- Flexöd
- Froschöd
- Gaiberg
- Geiselsdorf
- Goben
- Götzberg
- Grammelsbrunn
- Großbettenrain
- Hacken
- Hergassen
- Hermannseck
- Hermannsöd
- Hermannsreit
- Hub
- Hundham
- Hundspoint
- Jesendorf
- Kerschöd
- Kirchberg
- Kleinbettenrain
- Kobl
- Koblpoint
- Kreuzhäusl
- Kronast
- Kröning
- Krüglmühle
- Leisteneck
- Lichteneck
- Magersdorf
- Mairhof
- Maisthan
- Oberkirchberg
- Oberklöham
- Oberschnittenkofen
- Öd bei Dietelskirchen
- Öd bei Kirchberg
- Ölhart
- Onersdorf
- Otzlberg
- Paring
- Postreit
- Rabenanger
- Reit
- Roß
- Sandmann
- Schachten
- Schaittenrain
- Scheuereck
- Schibitz
- Schlaureit
- Schmelling
- Schönau
- Sommersberg
- Spielötz
- Stein
- Stocka
- Straß
- Strobleck
- Stürming
- Triendorf
- Unterbettenbach
- Unterklöham
- Unterschnittenkofen
- Wieselsberg bei Jesendorf
- Wieselsberg bei Kirchberg
- Wimm
- Wippstetten
- Zeilbach
- Zurlberg

Hauptort und Zentrum der öffentlichen Einrichtungen ist Kirchberg. Der namensgebende Gemeindeteil Kröning ist ein Weiler mit nur wenigen Anwesen (11 Einwohner im Jahr 1987).
Es gibt die Gemarkungen Dietelskirchen, Jesendorf und Kröning.

### Nachbargemeinden
- Aham
- Gerzen
- Vilsbiburg
- Geisenhausen
- Adlkofen
- Niederaichbach
- Niederviehbach
- Loiching

## Geschichte

### Bis zur Gemeindegründung
Grabhügelfelder bei Angersdorf weisen auf eine Besiedelung der Gegend in der Bronzezeit hin.
„Am Kröning“ war der Name für den langgestreckten Höhenzug rechts der Isar von Landshut nach Niederviehbach. Ob Nennungen aus dem 13. Jahrhundert (Kroninch, Chronich) sich auf Kröning beziehen, ist unsicher. Gesicherte Belege erscheinen erst im 15. Jahrhundert (Kronig, Kronign). 1752 ist der Ortsname Cröning, zwischen 1782 und 1787 wird daraus schließlich Kröning. Es handelt sich ursprünglich um einen Flurnamen, der sich möglicherweise von rone (umgefallener Baumstamm) herleitet. Von ihm hat die Gemeinde ihren historischen Namen nach dem Kerngebiet in einem ausgedehnten Königsgutsbezirk des späten Mittelalters.
Der Einzelhof Kröning, vermutlich ein königlicher Forsthof, wurde zum Mittelpunkt der Sonderwirtschaftsgemeinschaft der Hafner auf dem Kröning. Hier lagern Massen von Feinfliez, in den Lagen hochwertigen Tons eingebettet sind. Seit dem 15. Jahrhundert gehörte das daraus geformte Kröninger Geschirr sowohl in den bäuerlichen als auch in den bürgerlichen und kurfürstlichen Haushalten zum festen Bestand. Die Kröninger Hafnerei war ein Landhandwerk, das meist in weit auseinanderliegenden kleinen Dörfern, Weilern und Einöden betrieben wurde.
Mit der Neubildung des Landgerichts Vilsbiburg und der Auflösung des Landgerichts Teisbach im Zuge der Neuordnung zu Beginn des 19. Jahrhunderts erhielt das bisher vor allem als Gebietsname bekannte Kröning Gemeindestatus. Mit dem ersten Gemeindeedikt von 1808/11 wurde der Steuerdistrikt Nr. 8 Kröning im Rentamt Teisbach mit zwei Dörfern, 16 Weilern und 34 Einöden gebildet, 1818 folgte auf der Grundlage des Steuerdistriktes die Ruralgemeinde Kröning. 
Der größte Teil der Bewohner der Gemeinde ist in der Landwirtschaft tätig. Arbeitsmöglichkeiten bestehen in den benachbarten Städten Landshut, Vilsbiburg und vor allem Dingolfing. Bei Groß- und Kleinbettenrain wird noch heute blauer Ton abgebaut, der früher die Grundlage für die Kröninger Hafnerei bildete und nun vor allem bei der Herstellung von Dachziegeln Verwendung findet. Eine große Sammlung und Informationen zu den Kröninger Hafnern gibt es im Heimatmuseum Vilsbiburg.

### Gebietsreform der 1970er Jahre
Im Zuge der Gebietsreform in Bayern wurden am 1. April 1971 die Gemeinden Dietelskirchen und Jesendorf eingegliedert. Am 1. Mai 1978 wurden Gebietsteile an die Nachbargemeinden Adlkofen und Gerzen, am 1. Januar 1980 an Niederaichbach abgetreten. Vor der Gebietsreform hatten alle Gemeinden zum Landkreis Vilsbiburg gehört. Dieser wurde am 1. Juli 1972 aufgelöst.

### Einwohner
Gemäß dem Bayerischen Landesamt für Statistik  haben sich die Einwohnerzahlen jeweils zum 31. Dezember eines Jahres wie folgt entwickelt:
| Stand | Einwohner |
| ----- | --------- |
| 1960  | 1803      |
| 1970  | 1772      |
| 1980  | 1663      |
| 1990  | 1771      |
| 1995  | 1835      |

| Stand | Einwohner |
| ----- | --------- |
| 2000  | 1874      |
| 2005  | 1912      |
| 2010  | 1912      |
| 2015  | 2011      |

Von 1972, dem Jahr der Gemeindereform, bis 2015 hat sich die Einwohnerzahl um 281 Personen oder 16,24 Prozent erhöht. 
| Alter         | Einwohner nach Alter |
| ------------- | -------------------- |
| jünger als 18 | 21,2 %               |
| 18 bis 29     | 13,0 %               |
| 30 bis 49     | 29,8 %               |
| 50 bis 64     | 19,4 %               |
| älter als 65  | 16,6 %               |

## Politik
Acht Monate nach Ende des Zweiten Weltkrieges fanden am 27. Januar 1946 die ersten Kommunalwahlen (Gemeinderatswahlen) in den kreisangehörigen Gemeinden Bayerns statt. Im April und Mai 1946 folgten die ersten Wahlen der Bürgermeister, Landräte sowie Kreistage. 
Die Gemeinde ist Mitglied der Verwaltungsgemeinschaft Gerzen. Weiterhin ist sie Mitglied in folgenden Zweckverbänden:
- Gewässerunterhaltungszweckverband Landshut-Kelheim-Dingolfing-Landau
- Regionaler Planungsverband Landshut
- Schulverband Gerzen
- Schulverband Kirchberg
- Schulverband Niederaichbach-Wörth Postau-Weng
- Zweckverband Wasserversorgung Isar-Vils

### Gemeinderat
Die Gemeinderatswahlen seit 2008 ergaben folgende Stimmenanteile und Sitzverteilungen:
| Partei/Liste | 2020 | 2020  | 2014 | 2014  | 2008 | 2008  |
| Partei/Liste | %    | Sitze | %    | Sitze | %    | Sitze |
| ------------ | ---- | ----- | ---- | ----- | ---- | ----- |
| CSU          | 45,6 | 6     | 51,5 | 6     | 56,7 | 7     |
| Gemeindewohl | 54,4 | 8     | 48,5 | 6     | 43,3 | 5     |
| Gesamt       |      | 14    |      | 12    |      | 12    |

### Bürgermeister
Aktuell ist Konrad Hartshauser (CSU) Erster Bürgermeister. Als zweiter Bürgermeister übernahm er im Oktober 2007 nach dem Tod von Georg Schindlbeck (CSU) die Amtsgeschäfte des ersten Bürgermeisters. Bei den Kommunalwahlen 2008 wurde er zum ersten Bürgermeister gewählt und bei den Kommunalwahlen 2014 in seinem Amt bestätigt.
Ehemalige Bürgermeister
| Amtszeit          | Bürgermeister      |
| ----------------- | ------------------ |
| bis Oktober 2007  | Georg Schindlbeck  |
| seit Oktober 2007 | Konrad Hartshauser |

### Wappen
| Wappen Gde. Kröning | Blasonierung: „In Blau ein silberner Pfahl, belegt mit einem grünen Berg, aus dem eine grüne Tanne wächst, vorne ein silberner Tonkrug, hinten eine silberne heraldische Lilie.“ |
| Wappen Gde. Kröning | Wappenbegründung: Die Tanne auf dem grünen Berg symbolisiert die geografische Lage der Gemeinde am Kröninger Forst. Der Tonkrug erinnert an das früher vor allem im Winter betriebene Handwerk der Hafnerei, das über Jahrhunderte den kleinen Landwirten "im Kröning" einen Nebenerwerb sicherte. Die silberne Lilie im hinteren Feld verweist auf das 1296 gegründete Kloster Niederviehbach, das besonders die historische Entwicklung im Gemeindeteil Kirchberg geprägt hat. Die Tingierung in Silber und Blau entspricht den wittelsbachischen Landesfarben und unterstreicht die Zugehörigkeit des Gemeindegebiets zum kurfürstlichen Pfleggericht Teisbach. Wappenführung seit 1983 |

## Kultur und Sehenswürdigkeiten

### Baudenkmäler

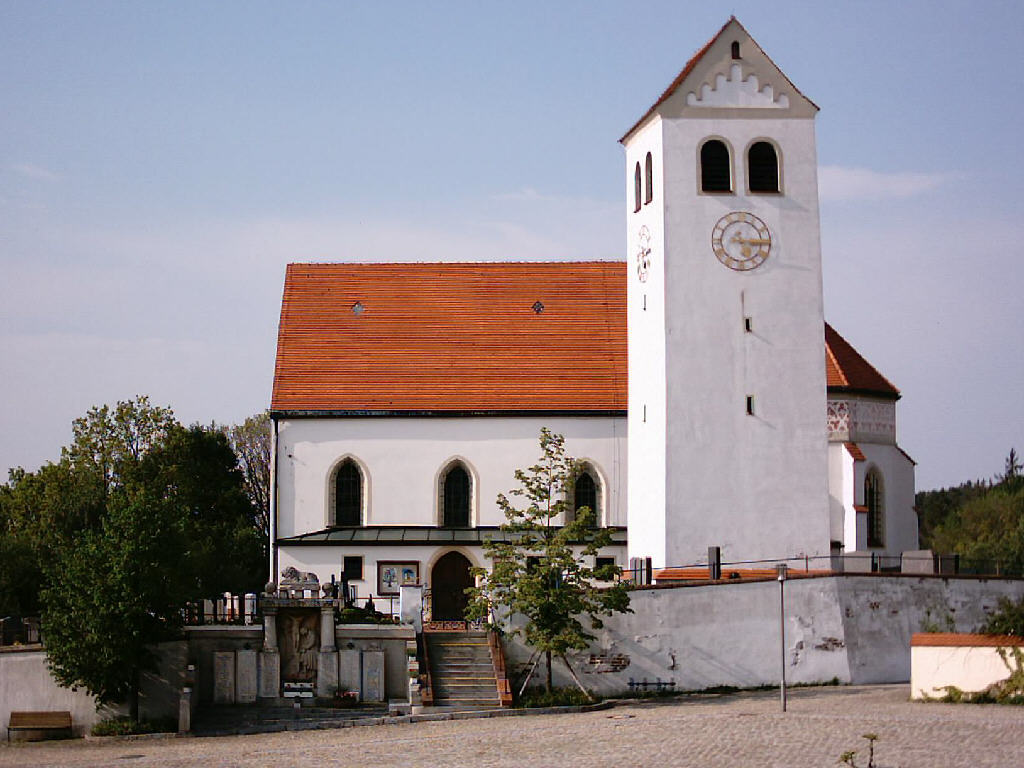
Die Kirche in Kirchberg

- Jugendstilkirche Mariä Empfängnis in Dietelskirchen. Sie wurde 1912 bis 1913 erbaut.
- Die in Bödldorf noch erhaltenen typischen Hafnerhäuser 1 bis 6 wurden als Ensemble in die Denkmalliste aufgenommen.
- Pfarrkirche St. Florian und Wolfgang in Kirchberg. Das gotische Bauwerk wurde um 1470 errichtet. Der freistehende Turm stammt wohl vom früheren Gotteshaus aus dem 12. Jahrhundert. Innen ist die Kirche mit einem neugotischen Flügelaltar ausgestattet. Oben im Gespreng einer sonst neugotischen Kreuzigungsgruppe sieht man eine Rokoko-Marienfigur. Der Heimatforscher Bartholomäus Spirkner war von 1908 bis 1919 Pfarrer in Kirchberg.
- Wallfahrtskirche Mariä Geburt in Wippstetten. Sie wurde in der zweiten Hälfte des 15. Jahrhunderts im Stil der Gotik erbaut und um 1760 barock erweitert.

## Wirtschaft und Infrastruktur
In Folge einer entsprechenden Bewertung der Wirtschaftskraft der Gemeinde sind die Schlüsselzuweisungen von 570.224 Euro im Jahr 2019 um 24,5 Prozent auf 709.972 Euro für das Jahr 2020 gestiegen.
| Zuweisungen an   | Jahr    | Jahr    | Jahr    | Jahr    | Jahr    | Jahr    |
| Zuweisungen an   | 2015    | 2016    | 2017    | 2018    | 2019    | 2020    |
| ---------------- | ------- | ------- | ------- | ------- | ------- | ------- |
| Gemeinde Kröning | 467.640 | 513.040 | 500.528 | 668.524 | 570.224 | 709.972 |

### Land- und Forstwirtschaft
Bestanden im Jahr 1999 noch 110 landwirtschaftliche Betriebe, ging deren Zahl bis 2010 auf 86 zurück.
| Betriebsgröße in ha | Anzahl der Betriebe | Anzahl der Betriebe |
| Betriebsgröße in ha | 1999                | 2010                |
| ------------------- | ------------------- | ------------------- |
| unter 5             | 19                  | 3                   |
| 5 bis unter 10      | 17                  | 18                  |
| 10 bis unter 20     | 31                  | 28                  |
| 20 bis unter 50     | 39                  | 28                  |
| 50 oder mehr        | 4                   | 9                   |
| Gesamt              | 110                 | 86                  |

### Bauen und Wohnen
| Gemeindeteil   | Wohnbauflächen ausgewiesene Baugebiete | unbeplanter Innenbereich | ausgewiesene gewerbliche Bauflächen | Ackerland |
| -------------- | -------------------------------------- | ------------------------ | ----------------------------------- | --------- |
| Kirchberg      | 70 €                                   | 70 €                     |                                     | 5,50 €    |
| Dietelskirchen | 70 €                                   | 70 €                     |                                     | 5,50 €    |
| Jesendorf      | 60 €                                   | 60 €                     |                                     | 5,50 €    |
| Magersdorf     | 60 €                                   | 60 €                     |                                     | 5,50 €    |
| Wippstetten    |                                        | 45 €                     |                                     | 5,50 €    |
| Hub            |                                        | 45 €                     |                                     | 5,50 €    |
| Hundspoint     |                                        | 40 €                     |                                     | 5,50 €    |

### Bildung
- Kindergarten: Kirchberg
- Volksschule: Grundschule in Kirchberg

## Persönlichkeiten
- Richmunda Herrnreither (1868–1959), Äbtissin des Klosters Waldsassen 1925–1951, wurde in Magersdorf geboren